# Initiative Pskow
Die Initiative Pskow in der Evangelischen Kirche im Rheinland e.V. ist Mitglied im Diakonischen Werk der Evangelischen Kirche im Rheinland. Der Verein setzt sich für deutsch-russische Versöhnungsarbeit ein, indem er Projekte in der russischen Stadt Pskow in den Bereichen Behindertenarbeit, Soziales, Bildung, Handwerk, Kultur und Kirche unterstützt und durchführt. Zu den nach eigenen Angaben wichtigsten Projekten der Initiative Pskow gehören das Heilpädagogische Zentrum Pskow und die Werkstatt für behinderte Menschen, die zusammen mit dem Frühförderungszentrum Menschen mit Behinderungen von Geburt an bis ins hohe Alter begleiten.

## Projekte

### Heilpädagogisches Zentrum
Das Heilpädagogische Zentrum Pskow wurde im Jahr 1993 fertiggestellt und ist eine Schule für ca. 50 schwer- und schwerstmehrfachbehinderte Kinder von fünf bis achtzehn Jahren. Getragen und gebaut von der evangelischen Kirchengemeinde Wassenberg war es das erste Zentrum seiner Art für ganz Russland und leistet heute noch Pionierarbeit in der russischen Behindertenarbeit. In Zusammenarbeit mit der Pädagogischen Hochschule Pskow hat das Zentrum ein Curriculum für Heilpädagogik erarbeitet, das sich als Standard für ganz Russland etabliert hat.

### Werkstatt für behinderte Menschen
Im Jahr 2001 wurde die Werkstatt für behinderte Menschen gegründet, um den Schulabgängern des Heilpädagogischen Zentrums und anderen Erwachsenen eine Perspektive zu bieten. Die mittlerweile 130 Beschäftigten arbeiten in der Schreinerei, Schneiderei und Gärtnerei.